# Ceratinia niselina
Ceratinia niselina är en fjärilsart som beskrevs av Jose Francisco Zikán 1941. Ceratinia niselina ingår i släktet Ceratinia och familjen praktfjärilar. Inga underarter finns listade i Catalogue of Life.